# Assentiz (Torres Novas)
Assentiz ist eine Gemeinde (Freguesia) im portugiesischen Kreis Torres Novas. In ihr leben 2600 Einwohner (Stand 19. April 2021).